# Olula del Río
Olula del Río é um município da Espanha, na província de Almería, comunidade autónoma da Andaluzia. Tem 23 km² de área e em 2021 tinha 6 258 habitantes (densidade: 272,1 hab./km²). Pertence à comarca do Almanzora, localizada ao norte da província, limitando com os municípios de Purchena, Macael, Urrácal e Fines.